# 梅赫班·卡里姆
梅赫班·卡里姆（乌尔都语:مہربان کریم，转写：Meherban Karim，1979年1月21日—2008年8月2日）是一名巴基斯坦的登山家。巴爾蒂人，什葉派穆斯林。在吉爾吉特-巴爾蒂斯坦攀登喬戈里峰時，他和其他10名登山者因為雪崩遇難。他总结了喬戈里峰，南迦帕尔巴特峰和加舒尔布鲁木II峰（这三个都是缺乏氧氣的山峰）。在登山界，他也被人们称为“梦中的卡里姆”。